# Цзі Ліпін
Цзі Ліпін (9 грудня 1988) — китайська плавчиня.
Учасниця Олімпійських Ігор 2012 року.
Призерка Чемпіонату світу з водних видів спорту 2011 року.
Призерка Чемпіонату світу з плавання на короткій воді 2010 року.
Переможниця Азійських ігор 2006, 2010 років.